# Маутхаузен (коммуна)
Маутха́узен (нем. Mauthausen) — ярмарочная коммуна (нем. Marktgemeinde) в Австрии, в федеральной земле Верхняя Австрия.
Входит в состав округа Перг. Население составляет 4926 человек (на 31 декабря 2005 года). Занимает площадь 14 км². Официальный код — 41111.
Рядом находился одноимённый концлагерь Маутхаузен.

## Политическая ситуация
Бургомистр коммуны — Томас Пункенхофер (СДПА) по результатам выборов 2003 года.
Совет представителей коммуны (нем. Gemeinderat) состоит в общей сложности из 31 места.
Из них:
- СДПА занимает 21 место;
- АНП занимает 9 мест;
- АПС занимает 1 место.